# Порай (герб)
Порай (пол. Poraj, Rosa, Rosa Alba, Róża, Różyc, Stoice, Una Rosa) — польский и литовский дворянский герб. 

## Описание герба
В поле червлёном роза белая в полном цвету. Она же повторяется над короной. Ср. Долива, Олива, Рамульт, Гучи или Житынян (пол. Guczy, Zytynian), состоящий из перевязи влево, и по обеим её сторонам по красной шестилистной розе. Герб Ружа принесен из Богемии Пораем в правление Мечислава.
«Название герба «Порай» происходит от старословянского “порай”, что значит “справься, уладь, упорядочи”».
Согласно герaльдическим легендам, у каждого из сыновей Славника в гербе была роза, все разных цветов. Стали сыновья родоначальниками пяти родов, четырех чешских и одного польского, с серебряной розой в гербе.

## Герб используют
Алянтовичи (Alantowicz), Амброзевичи (Ambroziewicz), Антошевские (Antoszewski), Августиновичи (Augustynowicz), Бадовские (Badowski), Баутцендорф-Кенсовские (Bautzendorf-Kensowski), Белимины (Belimin), Бернацкие (Bernacki, Biernacki), Бенковские (Bienkowski), Белявские (Bielawski), Билигины (Biligin), Билимины (Bilimin), Богухвалы (Boguchwal), Боинские (Boinski), Борышевские (Boryszewski), Борышовские (Boryszowski), Бржезинские (Brzezinski), Бученские (Buczenski), Будзинские (Budzinski), Буковские (Bukowski), Бушинские (Buszynski), Буженские (Buzenski), Былимы (Bylim), Хлебовские (Chlebowski), Хмелицкие (Chmielicki, Chmielicki z Chodcza), Ходчи (Chodcza, z Chodzca), Хоментовские (Chometowski), Хомичи (Chomicz), Хоминские (Chominski), Хотецкие (Chotecki), Храплевские (Chraplewski), Хращевские (Chraszczewski), Хржановские (Chrzanowski), Цесельские (Ciesielski), Цешковские (Cieszkowski), Чаславские (Czaslawski), Чеславские (Czeslawski), Домбровские (Dabrowski, Dambrowski), Дембовецкие (Dembowiecki, Debowiecki), Дембницкие (Debnicki), Добросоловские (Dobrosolowski), Добржелевские (Dobrzelewski), Доминиковские (Dominikowski), Дворжишовские (Dworzyszowski), Эгерсдорфф (Egersdorff, Egierszdorff, Egierzdorf), Гадамовичи (Gadamowicz), Гарковские (Garkowski), Гарлинские (Garlinski), Гармуховские (Garmuchowski, Garnuchowski), Гарниш (Garnisz, Garnysz), Гарнковские (Garnkowski), Гажуба (Gazuba), князья Гедройц (Gedrojc, Giedroyc, Giedraicio), Гидзельские (Gidzielski), Гидзинские (Gidzinski), Гладыши (Gladysz), Глосковские (Gloskowski), Глух (Gluch), Гневецкие (Gniewiecki), Гочалковские (Goczalkowski), Голембовские (Golembowski), Големовские (Golemowski), Горецкие (Гурецкие, Gorecki), Горские (Gorski), Горынские (Gorynski), Горжинские (Gorzynski), Готковские (Gotkowski), Гроховицкие (Grochowicki), Гродецкие (Grodecki), Грот (Groth), Грущинские (Gruszczynski), Гржибовские (Grzybowski), Галицкие (Halicki, Halicki Rozycz), Голляки (Hollak), Избенские (Izbienski), Изкржицкие (Izkrzycki), Якторовские (Jaktorowski), Якубовские (Jakubowski), Ямеловские (Jamiolowski), Янковские (Jankowski), Яновичи (Janowicz), Ярослав (Jaroslaw), Ярошковские (Jaroszkowski), Ясенские (Jasienski), Ястржембовские (Jastrzebowski), Елец (Jelec), Емеловские (Jemiolowski), Ежовские (Jezowski), Юраха (Juracha), Качоровские (Kaczorowski), Кадлубек (Kadlubek), Кальские (Kalski), Каменские (Kamienski), Кандзержавские (Kandzierzawski), Каршевские (Karszewski), Картерля (Karterla), Кашлинские (Kaszlinski), Кашовские (Kaszowski), Кашуба (Kaszuba), Кашицы (Kaszyc), Катерля (Katerla), Кенсовские (Kensowski, Kesowski), Кельпш (Kielpsz), Кобельские (Kobielski), Кодрембские (Kodrembski, Kodrebski), Конаржевские (Konarzewski), Копец (Kopec),Короткевич(Korotkiewicz), Кошчицы (Koszczyc), Кошицы (Koszyc), Козлеруги (Kozlorog), Козловские (Kozlowski), Козминские (Kozminski), Козмирские (Kozmirski), Кожуховские (Kozuchowski), Краевские (Krajewski), Кремпские (Krempski, Krepski), Круликовские (Кроликовские, Krolikowski), Кросинские (Krosinski), Кржепицкие (Krzepicki), Кучевские (Kuczewski), Кунцевичи (Кунчевичи, Kuncewicz, Kunczewicz, Kunczewicz z Kurozwek), Куневичи (Kuniewicz), Кунинские (Kuninski), Курозвенцкие (Kurozwecki), Куржевские (Kurzewski), Лятковские (Latkowski), Липинские (Lipinski), Липницкие (Lipnicki), Лиссовские (Lissowski), Литвицкие (Litwicki), Ледоровские (Lodorowski), Любаньские (Lubanski), Любельчик (Lubelczyk), Лагевницкие (Lagiewnicki), Латковские (Latkowski), Лысковские (Lyskowski), Мацкевичи (Mackiewicz), Мадейские (Madejski), Маковские (Makowski), Малина (Malina), Малицкие (Malicki), Малдржик (Maldrzyk), Малынские (Malynski), Маршевские (Marszewski), Маржелевские (Marzelewski), графы Мечинские (v. Meczinsky), Мельхендейнер (Melchendeiner, Milhendeiner), Менцинские (Mecinski), Михаловские (Michaloski, Michalowski), Мицкевичи (Mickiewicz, Mickievic), Мецецкие (Mieciecki), Меруцкие (Mierucki), Мезевичи (Miezewicz), Микорские (Mikorski), графы и дворяне Мнишек (Mniszek, гр. v. Mniszek-Buzenin), Моячевские (Mojaczewski), Мокрские (Mokrski), Наборовские (Naborowski), Нехмировские (Niechmirowski), Нецецкие (Nieciecki), Немста (Niemsta), Несецкие (Niesiecki), Неселовские (Niesiolowski), Незнанские (Nieznanski), Новицкие (Nowicki), Ольштынские (Olsztynski), Островские-Куневичи (Ostrowski-Kuniewicz), Пачорек (Paczorek), Палуские (Paluski), Палушицкие (Paluszycki), Пантошевские (Pantoszewski), Пасунцкие (Pasuncki), Пемпецкие (Pepecki), Перуновские (Piorunowski), Петраш (Piotrasz), Пиотровские (Петровские, Piotrowski), Писенские (Pisienski), Пласковицкие (Plaskowicki), Племецкие (Племенцкие, Plemiecki), Поховские, Подчаские (Podczaski), Подлеские (Podleski, Podlewski), Подольские (Podolski), Полеские (Poleski), Пораи (Poraj, Poray z Buzewina), Пораевские (Porajowski), Порайские (Porajski), Потоцкие (Potocki), Пронтницкие (Pratnicki), Пронжевские (Prazewski), Пронзовские (Prazoski, Prazowski), Пржедборовские (Przedborowski), Пржилубские (Przylubski, Przylubski z Przylubia, Przylupski), Пстроконские из Буженина (Pstrokonski z Buzenina, Pstrokonski), Пулавские (Pulawski), Рачковские (Raczkowski), Радоши (Radosz), Радзинские (Radzinski), Рогиницкие (Roginicki), Роземберг (Розенберг, Rosemberg, Rosenberg), Розен (Rosen), Росинские (Rosinski), Ружа (Roza),Ружанские(Ruzanski), Рожанские (Rozamski, Rozanski), Рожецкие (Роженцкие, Rozecki), Рожицкие (Rozycki), Ручовские (Ruczowski), Рудницкие (Rudnicki), Румель (Rumel), Русецкие (Rusiecki), Ружицкие (Ruzycki), Рымгайло (Rymgailo), Сампрох (Samproch), Секерские (Siekierski), Селецкие (Sielecki), Сестржевитовские (Siestrzewitowski), Скальские (Skalski), Скотницкие (Skotnicki), Скржетушевские (Skrzetuszewski), Сквирошевские (Skwyroszewski), Собекурские (Sobiekurski), Собесерские (Sobiesierski), Соколовские (Sokolowski), Сольские 
(Solnica) Сольниця, (Solski), Сосницкие (Sosnicki), Сплавские (Splawski), Сромоцкие (Sromocki), Станцлевичи (Stanclewicz), Стржалковские (Strzalkowski), Стржижовские (Strzyzowski), Сухецкие (Suchecki), Сухоцкие (Suchocki), Сулинские (Sulinski), Свинарские (Swinarski), Свижинские (Swizynski), Шадлинские (Szadlinski), Шатковские (Szatkowski), Щербичи (Szczerbicz), Шевчицкие (Szewczycki), Шихуцкие, Свеховские (Swiechowski), Свержинские (Swierzynski), Свинярские (Swiniarski), Свижинские (Swizynski), Тлошкевичи (Tloszkiewicz), Требницы (Trebnic), Требницкие (Trebnicki), Тринишевские (Tryniszewski), Тржебинские (Trzebinski), Тынецкие (Tyniecki), Венгерские (Wegierski), Венгржицкие (Wegrzycki), Вейсс (Weiss), Вернер (Werner), Велевейские (Wielewiejski, Wielewieyski, Wielowiejski), Венсковские (Wienskowski), Вещицеровские (Wieszczyciorowski), Вильчек (Wilczek), Вильчинские (Wilczynski), Виленские (Wilenski), Вильковские (Wilkowski), Витковские (Witkowski), Витовские (Witowski), Водзяновские (Wodzianoski, Wodzianowski), Водзиновские (Wodzinowski), Водзинские (Wodzynski), Вржесенские (Wrzesienski), Выбрановские (Wybranowski), Выдрыхевичи (Wydrychiewicz), Загаевские (Zagajewski), Закрженские (Zakrzenski), Закшенские (Zakszenski), Закшинские (Zakszynski), Заленцкие (Zalenzki), Залинские (Zalinski), Замойские (Zamojski), Завадынские (Zawadynski), Завиша (Zawisza), Зберские (Zbierski), Зблотницкие (Zblotnicki), Зброжек (Zbrozek), Здзановские (Zdzanowski), Здзаровские (Zdzarowski), Здзенницкие (Zdzenicki), Здзиховские, Згерские (Zgierski), Злобницкие (Zlobnicki), Злотницкие (Zlotnicki), Звановские (Zwanowski), Жалинские (Zalinski), Жарновские (Zarnowski), Жолендзевские (Zoledziowski), Жирницкие (Zyrnicki).
Порай изм.
Андрихевичи (Andryhewicz), Хоминские (Chominski), Глажевские (Glazewski), Ясеньчики (Jasienczyk), Карчевские (Karczewski), Кенсовские (Kesowski), Лысковские (Lyskowski), Мильхендейнер (Milhendeiner), Писенские (Pisienski), Розен (Rosen), Розенберг (Rosenberg), Шадлинские (Szadlinski), Требницкие (Trebnicki), Жалинские (Zalinski).
Порай II изм.
Кржепицкие (Krzepicki).
Порай III изм.
Круликовские (Krolikowski). 